# Kiyomitsu Kobari
Kiyomitsu Kobari (小針 清允 Kobari Kiyomitsu?), född 12 juni 1977, är en japansk tidigare fotbollsspelare.
I juni 1997 blev han uttagen i Japans trupp till U20-världsmästerskapet 1997.